# دارل آلومز
دارل آلومز (انگلیسی: Darrell Allums؛ زادهٔ ۱۲ سپتامبر ۱۹۵۸) بازیکن بسکتبال اهل ایالات متحده آمریکا است.
از باشگاه‌هایی که در آن بازی کرده‌است می‌توان به تیم بسکتبال یوسی‌ال‌ای بروینز و دالاس ماوریکس اشاره کرد.